# 出石郡
- 令制国一覧 > 山陰道 > 但馬国 > 出石郡
- 日本 > 近畿地方 > 兵庫県 > 出石郡

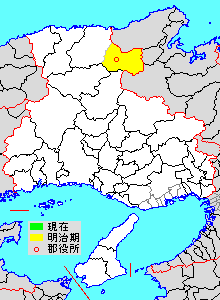
兵庫県出石郡の位置

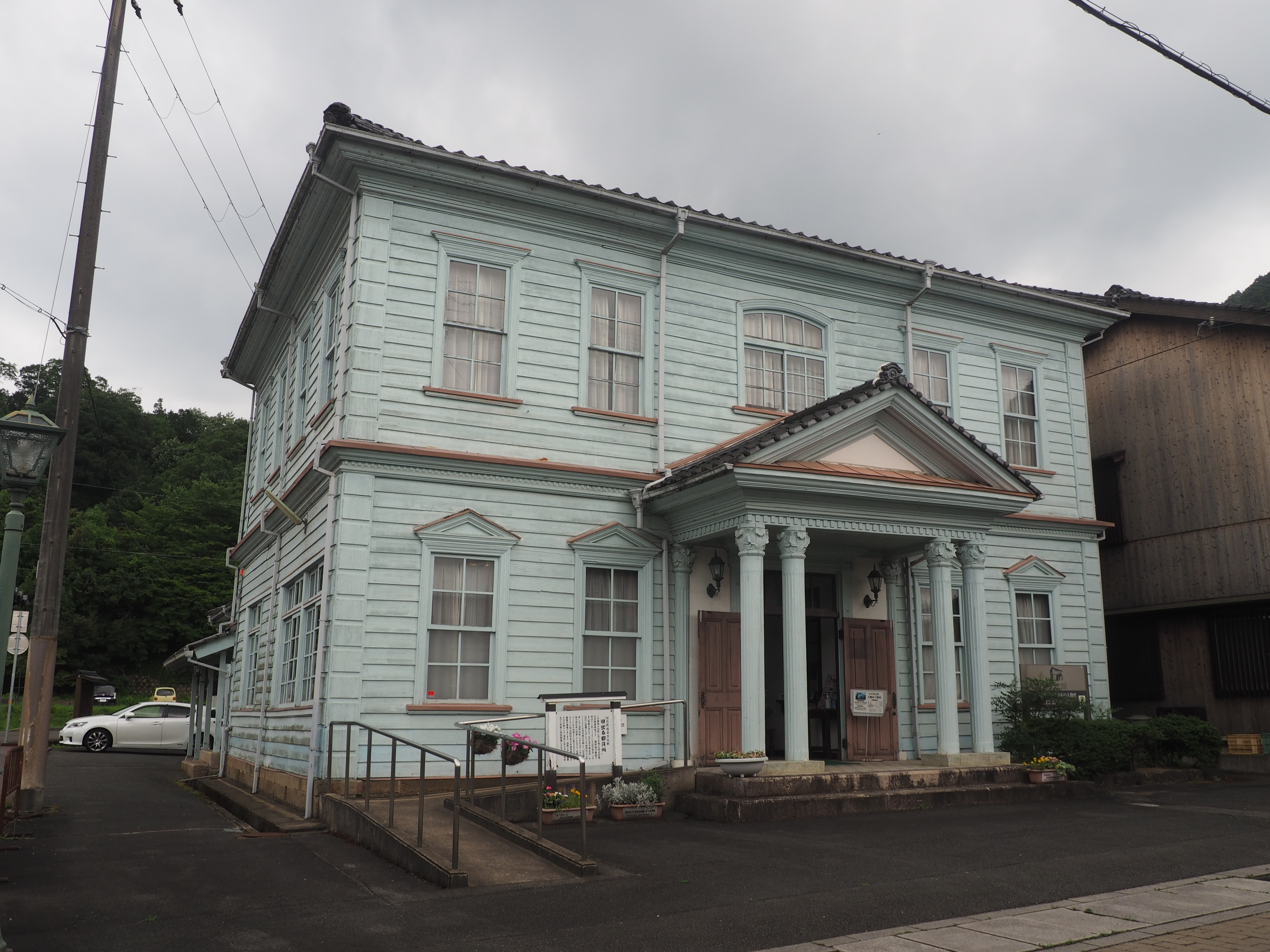
旧出石郡役場

出石郡（いずしぐん）は、兵庫県（但馬国）にあった郡。

## 郡域
1879年（明治12年）に行政区画として発足した当時の郡域は、豊岡市の一部（奥野・市場・三宅・森尾・立石・神美台・香住・下鉢山・上鉢山・長谷・倉見・出石町各町・但東町各町）にあたる。

## 歴史

### 古代

#### 郷
『和名類聚抄』に記される郡内の郷。
- 小坂郷
- 安美郷
- 出石郷
- 室野郷
- 埴野郷
- 高橋郷
- 資母郷

#### 式内社
『延喜式』神名帳に記される郡内の式内社。
| 神名帳                       | 神名帳              | 神名帳   | 神名帳                         | 比定社                   | 比定社                   | 比定社     | 集成 |
| 社名                         | 読み                | 格       | 付記                           | 社名                     | 所在地                   | 備考       | 集成 |
| ---------------------------- | ------------------- | -------- | ------------------------------ | ------------------------ | ------------------------ | ---------- | ---- |
| 出石郡 23座（大9座・小14座） |                     |          |                                |                          |                          |            |      |
| 伊豆志坐神社 八座            | イツシノ-           | 並名神大 |                                | 出石神社                 | 兵庫県豊岡市出石町宮内   | 但馬国一宮 |      |
| 御出石神社                   | ミツシノ ミイツシノ | 名神大   |                                | 御出石神社               | 兵庫県豊岡市出石町桐野   |            |      |
| 桐野神社                     | キリノノ            | 小       |                                | 桐野神社                 | 兵庫県豊岡市出石町桐野   |            |      |
| 諸杉神社                     | モロスキノ          | 小       |                                | 諸杉神社                 | 兵庫県豊岡市出石町内町   |            |      |
| 須流神社                     | スルノ              | 小       |                                | 須流神社                 | 兵庫県豊岡市但東町赤花   |            |      |
| 佐佐伎神社                   | ササキノ            | 小       |                                | 佐々伎神社               | 兵庫県豊岡市但東町佐々木 |            |      |
| 日出神社                     | ヒテノ              | 小       |                                | （論）日出神社           | 兵庫県豊岡市但東町畑山   |            |      |
| 日出神社                     | ヒテノ              | 小       | （論）日出神社                 | 兵庫県豊岡市但東町南尾   |                          |            |      |
| 須義神社                     | スキノ スケ         | 小       |                                | 須義神社                 | 兵庫県豊岡市出石町荒木   |            |      |
| 小野神社                     | ヲノ                | 小       |                                | 小野神社                 | 兵庫県豊岡市出石町口小野 |            |      |
| 手谷神社                     | テタニノ            | 小       |                                | 手谷神社                 | 兵庫県豊岡市但東町河本   |            |      |
| 中島神社 （中嶋神社）        | ナカシマノ          | 小       |                                | 中嶋神社                 | 兵庫県豊岡市三宅         |            |      |
| 大生部兵主神社               | オホフヘ-           | 小       |                                | （論）大生部兵主神社     | 兵庫県豊岡市奥野         |            |      |
| 大生部兵主神社               | オホフヘ-           | 小       | （論）大生部兵主神社           | 兵庫県豊岡市但東町薬王子 |                          |            |      |
| 大生部兵主神社               | オホフヘ-           | 小       | （論）伊福部神社               | 兵庫県豊岡市出石町中村   |                          |            |      |
| 大生部兵主神社               | オホフヘ-           | 小       | （論）穴見郷戸主大生部兵主神社 | 兵庫県豊岡市三宅         |                          |            |      |
| 阿牟加神社                   | アムカノ            | 小       |                                | （論）安牟加神社         | 兵庫県豊岡市但東町虫生   |            |      |
| 阿牟加神社                   | アムカノ            | 小       | （論）安牟加神社               | 兵庫県豊岡市森尾         |                          |            |      |
| 比遅神社                     | ヒチノ              | 小       |                                | 比遅神社                 | 兵庫県豊岡市但東町口藤   |            |      |
| 石部神社                     | イソヘノ            | 小       |                                | 石部神社                 | 兵庫県豊岡市出石町下谷   |            |      |
| 小坂神社                     | ヲサカノ            | 小       |                                | （論）小坂神社           | 兵庫県豊岡市出石町三木   |            |      |
| 小坂神社                     | ヲサカノ            | 小       | （論）小坂神社                 | 兵庫県豊岡市出石町森井   |                          |            |      |
| 凡例を表示                   |                     |          |                                |                          |                          |            |      |

### 近世以降の沿革
- 「旧高旧領取調帳データベース」に記載されている明治初年時点での支配は以下の通り[1]。幕府領は生野代官所が管轄。（1町86村）

| 知行   | 知行       | 村数     | 村名 |
| ------ | ---------- | -------- | --- |
| 幕府領 | 幕府領     | 4村      | 矢根村、唐川村、木村、太田市場村 |
| 藩領   | 但馬出石藩 | 1町 83村 | 出石、奥山村、中山村、日野辺村、上野村、桐野村、寺坂村、水石村、畑村、河本村、天谷村、出合村、南尾村、出合市場村、佐々木村、小谷村、相田村、正法寺村、平田村、栗尾村、佐田村、久畑村、後村、中村（現・豊岡市但東町東中）、小坂村、大河内村、薬王寺村、奥赤花村、中赤花村、坂津村、中藤森村、坂野村、出石町分、弘原町分、水上村、長砂村、弘原中村、弘原下村、弘原上村、鍛冶屋村、細見村、荒木村、福見村、暮坂村、福居村、伊豆村、立石村、三宅村、森尾村、穴見市場村、奥野村、奥小野村、口小野村、宮内村、坪井村、袴狭村、島村、田多地村、安良村、鉢山村、香住村、片間村、三木村、大谷村、丸谷村、中谷村、森井村、尾崎村、鳥居村、長谷村、三原村、東里村、日向村、西野々村、高竜寺村、畑山村、倉見村 |

- 慶応4年
  - 4月19日（1868年5月11日） - 生野代官所の管轄地域が府中裁判所の管轄となる。
  - 7月29日（1868年9月15日） - 府中裁判所の管轄地域が久美浜県の管轄となる。
- 明治4年
  - 7月14日（1871年8月29日） - 廃藩置県により、藩領が出石県の管轄となる。
  - 11月2日（1871年12月13日） - 第1次府県統合により、全域が豊岡県の管轄となる。
- 明治9年（1876年）8月21日 - 第1次府県統合により兵庫県の管轄となる。
- 明治初年
  - 奥山村の一部が分立して養父郡奥山村となる。
  - 中村（現・豊岡市但東町東中）が改称して東中村となる。
  - 弘原中村が中村（現・豊岡市出石町中村）、弘原下村が下村、弘原上村が上村にそれぞれ改称。
- 明治5年（1872年）
  - 矢根村が分割して口矢根村・奥矢根村となる。（1町88村）
  - 下村が改称して福住村となる。
- 明治7年（1874年） - 太田市場村が改称して太田村となる。
- 明治12年（1879年）1月8日 - 郡区町村編制法の兵庫県での施行により、行政区画としての出石郡が発足。「出石気多郡役所」が出石に設置され、気多郡とともに管轄。
- 明治14年（1881年） - 口赤花村・中赤花村が合併して赤花村となる。（1町87村）

### 町村制以降の沿革

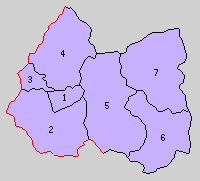
1.出石町 2.室埴村 3.小坂村 4.神美村 5.合橋村 6.高橋村 7.資母村（紫：豊岡市）

- 明治22年（1889年） - 町村制の施行により、以下の町村が発足。全域が現・豊岡市。（1町6村）
  - 出石町 ← 出石[10]、出石町分、弘原町分［一部］
  - 室埴村 ← 寺坂村、桐野村、日野辺村、上野村、奥山村、上村、中村、福住村、鍛冶屋村、細見村、荒木村、福見村、暮坂村、弘原町分［一部］
  - 小坂村 ← 島村、福居村、伊豆村、片間村、三木村、大谷村、丸谷村、中谷村、森井村、尾崎村、鳥居村、長砂村、水上村
  - 神美村 ← 宮内村、坪井村、袴狭村、口小野村、奥小野村、奥野村、穴見市場村、三宅村、森尾村、立石村、香住村、下鉢山村、上鉢山村、長谷村、倉見村、安良村、田多地村
  - 合橋村 ← 唐川村、三原村、出合村、南尾村、小谷村、相田村、佐々木村、天谷村、西谷村、河本村、日殿村、出合市場村、口矢根村、奥矢根村、畑村、水石村
  - 高橋村 ← 薬王寺村、大河内村、久畑村、後村、東中村、小坂村、佐田村、栗尾村、平田村、正法寺村
  - 資母村 ← 奥藤森村、中藤森村、口藤森村、虫生村、坂野村、高竜寺村、西野々村、太田村、木村、東里村、日向村、中山村、畑山村、坂津村、赤花村、奥赤花村
- 明治29年（1896年）7月1日 - 郡制を施行。郡役所が出石町に設置。
- 大正12年（1923年）4月1日 - 郡会が廃止。郡役所は存続。
- 大正15年（1926年）7月1日 - 郡役所が廃止。以降は地域区分名称となる。
- 昭和31年（1956年）9月30日 - 合橋村・資母村・高橋村が合併して但東町が発足。（2町3村）
- 昭和32年（1957年）9月1日（2町）
  - 神美村の一部（奥野・市場・三宅・森尾・立石・香住・下鉢山・上鉢山・長谷・倉見）が豊岡市に編入。
  - 出石町・室埴村・小坂村・神美村の残部（宮内・坪井・袴狭・口小野・奥小野・安良・田多地）が合併し、改めて出石町が発足。
- 平成17年（2005年）4月1日 - 出石町・但東町が豊岡市・城崎郡城崎町・竹野町・日高町と合併し、改めて豊岡市が発足。同日出石郡消滅。

### 変遷表
| 明治以前   | 明治初年 - 明治22年  | 明治初年 - 明治22年  | 明治22年 4月1日 町村制施行 | 明治22年 - 昭和30年 | 昭和31年 - 昭和64年         | 平成元年 - 現在       | 現在   |
| ---------- | -------------------- | -------------------- | -------------------------- | ------------------- | --------------------------- | --------------------- | ------ |
| 奥野村     | 奥野村               | 奥野村               | 神美村                     | 神美村              | 昭和32年9月1日 豊岡市に編入 | 平成17年4月1日 豊岡市 | 豊岡市 |
| 穴見市場村 | 穴見市場村           | 穴見市場村           | 神美村                     | 神美村              | 昭和32年9月1日 豊岡市に編入 | 平成17年4月1日 豊岡市 | 豊岡市 |
| 三宅村     | 三宅村               | 三宅村               | 神美村                     | 神美村              | 昭和32年9月1日 豊岡市に編入 | 平成17年4月1日 豊岡市 | 豊岡市 |
| 森尾村     | 森尾村               | 森尾村               | 神美村                     | 神美村              | 昭和32年9月1日 豊岡市に編入 | 平成17年4月1日 豊岡市 | 豊岡市 |
| 立石村     | 立石村               | 立石村               | 神美村                     | 神美村              | 昭和32年9月1日 豊岡市に編入 | 平成17年4月1日 豊岡市 | 豊岡市 |
| 香住村     | 香住村               | 香住村               | 神美村                     | 神美村              | 昭和32年9月1日 豊岡市に編入 | 平成17年4月1日 豊岡市 | 豊岡市 |
| 下鉢山村   | 下鉢山村             | 下鉢山村             | 神美村                     | 神美村              | 昭和32年9月1日 豊岡市に編入 | 平成17年4月1日 豊岡市 | 豊岡市 |
| 上鉢山村   | 上鉢山村             | 上鉢山村             | 神美村                     | 神美村              | 昭和32年9月1日 豊岡市に編入 | 平成17年4月1日 豊岡市 | 豊岡市 |
| 長谷村     | 長谷村               | 長谷村               | 神美村                     | 神美村              | 昭和32年9月1日 豊岡市に編入 | 平成17年4月1日 豊岡市 | 豊岡市 |
| 倉見村     | 倉見村               | 倉見村               | 神美村                     | 神美村              | 昭和32年9月1日 豊岡市に編入 | 平成17年4月1日 豊岡市 | 豊岡市 |
| 宮内村     | 宮内村               | 宮内村               | 神美村                     | 神美村              | 昭和32年9月1日 出石町       | 平成17年4月1日 豊岡市 | 豊岡市 |
| 坪井村     | 坪井村               | 坪井村               | 神美村                     | 神美村              | 昭和32年9月1日 出石町       | 平成17年4月1日 豊岡市 | 豊岡市 |
| 袴狭村     | 袴狭村               | 袴狭村               | 神美村                     | 神美村              | 昭和32年9月1日 出石町       | 平成17年4月1日 豊岡市 | 豊岡市 |
| 口小野村   | 口小野村             | 口小野村             | 神美村                     | 神美村              | 昭和32年9月1日 出石町       | 平成17年4月1日 豊岡市 | 豊岡市 |
| 奥小野村   | 奥小野村             | 奥小野村             | 神美村                     | 神美村              | 昭和32年9月1日 出石町       | 平成17年4月1日 豊岡市 | 豊岡市 |
| 安良村     | 安良村               | 安良村               | 神美村                     | 神美村              | 昭和32年9月1日 出石町       | 平成17年4月1日 豊岡市 | 豊岡市 |
| 田多地村   | 田多地村             | 田多地村             | 神美村                     | 神美村              | 昭和32年9月1日 出石町       | 平成17年4月1日 豊岡市 | 豊岡市 |
| 出石       | 出石                 | 出石                 | 出石町                     | 出石町              | 昭和32年9月1日 出石町       | 平成17年4月1日 豊岡市 | 豊岡市 |
| 出石町分   | 出石町分             | 出石町分             | 出石町                     | 出石町              | 昭和32年9月1日 出石町       | 平成17年4月1日 豊岡市 | 豊岡市 |
| 弘原町分   | 弘原町分             | 一部                 | 出石町                     | 出石町              | 昭和32年9月1日 出石町       | 平成17年4月1日 豊岡市 | 豊岡市 |
| 弘原町分   | 弘原町分             | 一部                 | 室埴村                     | 室埴村              | 昭和32年9月1日 出石町       | 平成17年4月1日 豊岡市 | 豊岡市 |
| 寺坂村     | 寺坂村               | 寺坂村               | 室埴村                     | 室埴村              | 昭和32年9月1日 出石町       | 平成17年4月1日 豊岡市 | 豊岡市 |
| 桐野村     | 桐野村               | 桐野村               | 室埴村                     | 室埴村              | 昭和32年9月1日 出石町       | 平成17年4月1日 豊岡市 | 豊岡市 |
| 日野辺村   | 日野辺村             | 日野辺村             | 室埴村                     | 室埴村              | 昭和32年9月1日 出石町       | 平成17年4月1日 豊岡市 | 豊岡市 |
| 上野村     | 上野村               | 上野村               | 室埴村                     | 室埴村              | 昭和32年9月1日 出石町       | 平成17年4月1日 豊岡市 | 豊岡市 |
| 奥山村     | 奥山村               | 奥山村               | 室埴村                     | 室埴村              | 昭和32年9月1日 出石町       | 平成17年4月1日 豊岡市 | 豊岡市 |
| 鍛冶屋村   | 鍛冶屋村             | 鍛冶屋村             | 室埴村                     | 室埴村              | 昭和32年9月1日 出石町       | 平成17年4月1日 豊岡市 | 豊岡市 |
| 細見村     | 細見村               | 細見村               | 室埴村                     | 室埴村              | 昭和32年9月1日 出石町       | 平成17年4月1日 豊岡市 | 豊岡市 |
| 荒木村     | 荒木村               | 荒木村               | 室埴村                     | 室埴村              | 昭和32年9月1日 出石町       | 平成17年4月1日 豊岡市 | 豊岡市 |
| 福見村     | 福見村               | 福見村               | 室埴村                     | 室埴村              | 昭和32年9月1日 出石町       | 平成17年4月1日 豊岡市 | 豊岡市 |
| 暮坂村     | 暮坂村               | 暮坂村               | 室埴村                     | 室埴村              | 昭和32年9月1日 出石町       | 平成17年4月1日 豊岡市 | 豊岡市 |
| 弘原上村   | 明治初年 改称 上村   | 明治初年 改称 上村   | 室埴村                     | 室埴村              | 昭和32年9月1日 出石町       | 平成17年4月1日 豊岡市 | 豊岡市 |
| 弘原中村   | 明治初年 改称 中村   | 明治初年 改称 中村   | 室埴村                     | 室埴村              | 昭和32年9月1日 出石町       | 平成17年4月1日 豊岡市 | 豊岡市 |
| 弘原下村   | 明治初年 改称 下村   | 明治5年 改称 福住村  | 室埴村                     | 室埴村              | 昭和32年9月1日 出石町       | 平成17年4月1日 豊岡市 | 豊岡市 |
| 島村       | 島村                 | 島村                 | 小坂村                     | 小坂村              | 昭和32年9月1日 出石町       | 平成17年4月1日 豊岡市 | 豊岡市 |
| 福居村     | 福居村               | 福居村               | 小坂村                     | 小坂村              | 昭和32年9月1日 出石町       | 平成17年4月1日 豊岡市 | 豊岡市 |
| 伊豆村     | 伊豆村               | 伊豆村               | 小坂村                     | 小坂村              | 昭和32年9月1日 出石町       | 平成17年4月1日 豊岡市 | 豊岡市 |
| 片間村     | 片間村               | 片間村               | 小坂村                     | 小坂村              | 昭和32年9月1日 出石町       | 平成17年4月1日 豊岡市 | 豊岡市 |
| 三木村     | 三木村               | 三木村               | 小坂村                     | 小坂村              | 昭和32年9月1日 出石町       | 平成17年4月1日 豊岡市 | 豊岡市 |
| 大谷村     | 大谷村               | 大谷村               | 小坂村                     | 小坂村              | 昭和32年9月1日 出石町       | 平成17年4月1日 豊岡市 | 豊岡市 |
| 丸谷村     | 丸谷村               | 丸谷村               | 小坂村                     | 小坂村              | 昭和32年9月1日 出石町       | 平成17年4月1日 豊岡市 | 豊岡市 |
| 中谷村     | 中谷村               | 中谷村               | 小坂村                     | 小坂村              | 昭和32年9月1日 出石町       | 平成17年4月1日 豊岡市 | 豊岡市 |
| 森井村     | 森井村               | 森井村               | 小坂村                     | 小坂村              | 昭和32年9月1日 出石町       | 平成17年4月1日 豊岡市 | 豊岡市 |
| 尾崎村     | 尾崎村               | 尾崎村               | 小坂村                     | 小坂村              | 昭和32年9月1日 出石町       | 平成17年4月1日 豊岡市 | 豊岡市 |
| 鳥居村     | 鳥居村               | 鳥居村               | 小坂村                     | 小坂村              | 昭和32年9月1日 出石町       | 平成17年4月1日 豊岡市 | 豊岡市 |
| 長砂村     | 長砂村               | 長砂村               | 小坂村                     | 小坂村              | 昭和32年9月1日 出石町       | 平成17年4月1日 豊岡市 | 豊岡市 |
| 水上村     | 水上村               | 水上村               | 小坂村                     | 小坂村              | 昭和32年9月1日 出石町       | 平成17年4月1日 豊岡市 | 豊岡市 |
| 唐川村     | 唐川村               | 唐川村               | 合橋村                     | 合橋村              | 昭和31年9月30日 但東町      | 平成17年4月1日 豊岡市 | 豊岡市 |
| 三原村     | 三原村               | 三原村               | 合橋村                     | 合橋村              | 昭和31年9月30日 但東町      | 平成17年4月1日 豊岡市 | 豊岡市 |
| 出合村     | 出合村               | 出合村               | 合橋村                     | 合橋村              | 昭和31年9月30日 但東町      | 平成17年4月1日 豊岡市 | 豊岡市 |
| 南尾村     | 南尾村               | 南尾村               | 合橋村                     | 合橋村              | 昭和31年9月30日 但東町      | 平成17年4月1日 豊岡市 | 豊岡市 |
| 小谷村     | 小谷村               | 小谷村               | 合橋村                     | 合橋村              | 昭和31年9月30日 但東町      | 平成17年4月1日 豊岡市 | 豊岡市 |
| 相田村     | 相田村               | 相田村               | 合橋村                     | 合橋村              | 昭和31年9月30日 但東町      | 平成17年4月1日 豊岡市 | 豊岡市 |
| 佐々木村   | 佐々木村             | 佐々木村             | 合橋村                     | 合橋村              | 昭和31年9月30日 但東町      | 平成17年4月1日 豊岡市 | 豊岡市 |
| 天谷村     | 天谷村               | 天谷村               | 合橋村                     | 合橋村              | 昭和31年9月30日 但東町      | 平成17年4月1日 豊岡市 | 豊岡市 |
| 西谷村     | 西谷村               | 西谷村               | 合橋村                     | 合橋村              | 昭和31年9月30日 但東町      | 平成17年4月1日 豊岡市 | 豊岡市 |
| 河本村     | 河本村               | 河本村               | 合橋村                     | 合橋村              | 昭和31年9月30日 但東町      | 平成17年4月1日 豊岡市 | 豊岡市 |
| 日殿村     | 日殿村               | 日殿村               | 合橋村                     | 合橋村              | 昭和31年9月30日 但東町      | 平成17年4月1日 豊岡市 | 豊岡市 |
| 出合市場村 | 出合市場村           | 出合市場村           | 合橋村                     | 合橋村              | 昭和31年9月30日 但東町      | 平成17年4月1日 豊岡市 | 豊岡市 |
| 畑村       | 畑村                 | 畑村                 | 合橋村                     | 合橋村              | 昭和31年9月30日 但東町      | 平成17年4月1日 豊岡市 | 豊岡市 |
| 水石村     | 水石村               | 水石村               | 合橋村                     | 合橋村              | 昭和31年9月30日 但東町      | 平成17年4月1日 豊岡市 | 豊岡市 |
| 矢根村     | 矢根村               | 明治5年 口矢根村     | 合橋村                     | 合橋村              | 昭和31年9月30日 但東町      | 平成17年4月1日 豊岡市 | 豊岡市 |
| 矢根村     | 矢根村               | 明治5年 奥矢根村     | 合橋村                     | 合橋村              | 昭和31年9月30日 但東町      | 平成17年4月1日 豊岡市 | 豊岡市 |
| 奥藤森村   | 奥藤森村             | 奥藤森村             | 資母村                     | 資母村              | 昭和31年9月30日 但東町      | 平成17年4月1日 豊岡市 | 豊岡市 |
| 中藤森村   | 中藤森村             | 中藤森村             | 資母村                     | 資母村              | 昭和31年9月30日 但東町      | 平成17年4月1日 豊岡市 | 豊岡市 |
| 口藤森村   | 口藤森村             | 口藤森村             | 資母村                     | 資母村              | 昭和31年9月30日 但東町      | 平成17年4月1日 豊岡市 | 豊岡市 |
| 虫生村     | 虫生村               | 虫生村               | 資母村                     | 資母村              | 昭和31年9月30日 但東町      | 平成17年4月1日 豊岡市 | 豊岡市 |
| 坂野村     | 坂野村               | 坂野村               | 資母村                     | 資母村              | 昭和31年9月30日 但東町      | 平成17年4月1日 豊岡市 | 豊岡市 |
| 高竜寺村   | 高竜寺村             | 高竜寺村             | 資母村                     | 資母村              | 昭和31年9月30日 但東町      | 平成17年4月1日 豊岡市 | 豊岡市 |
| 西野々村   | 西野々村             | 西野々村             | 資母村                     | 資母村              | 昭和31年9月30日 但東町      | 平成17年4月1日 豊岡市 | 豊岡市 |
| 木村       | 木村                 | 木村                 | 資母村                     | 資母村              | 昭和31年9月30日 但東町      | 平成17年4月1日 豊岡市 | 豊岡市 |
| 東里村     | 東里村               | 東里村               | 資母村                     | 資母村              | 昭和31年9月30日 但東町      | 平成17年4月1日 豊岡市 | 豊岡市 |
| 日向村     | 日向村               | 日向村               | 資母村                     | 資母村              | 昭和31年9月30日 但東町      | 平成17年4月1日 豊岡市 | 豊岡市 |
| 中山村     | 中山村               | 中山村               | 資母村                     | 資母村              | 昭和31年9月30日 但東町      | 平成17年4月1日 豊岡市 | 豊岡市 |
| 畑山村     | 畑山村               | 畑山村               | 資母村                     | 資母村              | 昭和31年9月30日 但東町      | 平成17年4月1日 豊岡市 | 豊岡市 |
| 坂津村     | 坂津村               | 坂津村               | 資母村                     | 資母村              | 昭和31年9月30日 但東町      | 平成17年4月1日 豊岡市 | 豊岡市 |
| 奥赤花村   | 奥赤花村             | 奥赤花村             | 資母村                     | 資母村              | 昭和31年9月30日 但東町      | 平成17年4月1日 豊岡市 | 豊岡市 |
| 中赤花村   | 中赤花村             | 明治14年 赤花村      | 資母村                     | 資母村              | 昭和31年9月30日 但東町      | 平成17年4月1日 豊岡市 | 豊岡市 |
| 口赤花村   | 口赤花村             | 明治14年 赤花村      | 資母村                     | 資母村              | 昭和31年9月30日 但東町      | 平成17年4月1日 豊岡市 | 豊岡市 |
| 太田市場村 | 太田市場村           | 明治7年 改称 太田村  | 資母村                     | 資母村              | 昭和31年9月30日 但東町      | 平成17年4月1日 豊岡市 | 豊岡市 |
| 薬王寺村   | 薬王寺村             | 薬王寺村             | 高橋村                     | 高橋村              | 昭和31年9月30日 但東町      | 平成17年4月1日 豊岡市 | 豊岡市 |
| 大河内村   | 大河内村             | 大河内村             | 高橋村                     | 高橋村              | 昭和31年9月30日 但東町      | 平成17年4月1日 豊岡市 | 豊岡市 |
| 久畑村     | 久畑村               | 久畑村               | 高橋村                     | 高橋村              | 昭和31年9月30日 但東町      | 平成17年4月1日 豊岡市 | 豊岡市 |
| 後村       | 後村                 | 後村                 | 高橋村                     | 高橋村              | 昭和31年9月30日 但東町      | 平成17年4月1日 豊岡市 | 豊岡市 |
| 小坂村     | 小坂村               | 小坂村               | 高橋村                     | 高橋村              | 昭和31年9月30日 但東町      | 平成17年4月1日 豊岡市 | 豊岡市 |
| 佐田村     | 佐田村               | 佐田村               | 高橋村                     | 高橋村              | 昭和31年9月30日 但東町      | 平成17年4月1日 豊岡市 | 豊岡市 |
| 栗尾村     | 栗尾村               | 栗尾村               | 高橋村                     | 高橋村              | 昭和31年9月30日 但東町      | 平成17年4月1日 豊岡市 | 豊岡市 |
| 平田村     | 平田村               | 平田村               | 高橋村                     | 高橋村              | 昭和31年9月30日 但東町      | 平成17年4月1日 豊岡市 | 豊岡市 |
| 正法寺村   | 正法寺村             | 正法寺村             | 高橋村                     | 高橋村              | 昭和31年9月30日 但東町      | 平成17年4月1日 豊岡市 | 豊岡市 |
| 中村       | 明治初年 改称 東中村 | 明治初年 改称 東中村 | 高橋村                     | 高橋村              | 昭和31年9月30日 但東町      | 平成17年4月1日 豊岡市 | 豊岡市 |

## 行政
出石・気多郡長
| 代 | 氏名 | 就任年月日               | 退任年月日                | 備考 |
| -- | ---- | ------------------------ | ------------------------- | ---- |
| 1  |      | 明治12年（1879年）1月8日 |                           |      |
|    |      |                          | 明治29年（1896年）3月31日 | 廃官 |

出石郡長
| 代 | 氏名 | 就任年月日               | 退任年月日                | 備考                   |
| -- | ---- | ------------------------ | ------------------------- | ---------------------- |
| 1  |      | 明治29年（1896年）4月1日 |                           |                        |
|    |      |                          | 大正15年（1926年）6月30日 | 郡役所廃止により、廃官 |